# Omarion
Omarion, pseudonimo di Omari Ishmael Grandberry (Inglewood, 12 novembre 1984), è un cantante, attore e ballerino statunitense, nonché ex membro della boy band B2K.

## Biografia e carriera

### Esordi e B2K (1998 - 2004)
Grandberry è il più vecchio dei sette figli di Leslie Burrell e Trent Grandberry.
Fin dall età di 5 anni sognò di dedicarsi all'hip hop. Da bambino inizia ad avere i primi contatti con il mondo dello spettacolo recitando in alcuni spot pubblicitari per marchi come McDonald's e Kellogg. Successivamente, Grandberry inizia a lavorare come ballerino per la girlband Before Dark, apparendo anche in molti video musicali del gruppo. Presto l'artista inizia tuttavia ad inseguire il sogno di diventare un cantante a tutti gli effetti, e viene scelto
Nel 2001 diviene il leader della boy band B2K, composta da altri tre membri: Jarrel Houston (noto come J-Boog), DeMario Thornton (Raz-B) e Dreux Frederic (Lil Fizz). L'omonimo album di debutto del gruppo ottiene un discreto successo, mentre il secondo, Pandemonium,va ancora meglio piazzandosi alla posizione n.10 della Billboard 200 grazie al singolo Bump, Bump, Bump. Dopo il terzo album, la colonna sonora del film You Got Served, il gruppo si scioglie. Sempre nel 2004, anno dello scioglimento del gruppo, Omarion debutta come attore apparendo in svariati lavori fra film e serie TV, tra cui Il mio grasso grosso amico Albert e SDF Street Dance Fighters.

### O, 21, Feel The Noise(2005 - 2008)
Il 22 febbraio 2005 Omarion pubblica il suo album di debutto O, che si piazza alla posizione n.1 della Billboard 200 e diviene disco di platino. Ne vennero estratti 3 singoli: la title track, Touch e I'm Trying. Nello stesso anno Omarion partecipa al singolo di Bow Wow Let Me Hold You, che raggiunge la posizione n.4 della Billboard 200, diventando il primo singolo con la collaborazione dell'artista ad entrare in top 10. Sempre nel 2005 recita nella serie TV Cuts, apparendo il 6 episodi. Nel 2006 l'album O viene nominato ai Grammy nella categoria Best Contemporary R&B Album.
Nel dicembre del 2006 esce il secondo album 21, chiamato così per via dell'età dell'artista al momento della registrazione. Il primo singolo è Entourage, che raggiunge la posizione n.58 nella Billboard Hot 100. Il secondo è Ice Box, prodotto da Timbaland, che si piazza invece alla n.12 della stessa classifica. Nel 2007 Omarion torna a lavorare con Bow Wow per la realizzazione dell'album di coppia Face Off. L'album viene certificato oro e promosso attraverso il lancio di 2 singoli, Girlfriend e Hey Baby. Sempre nel 2007 Omarion recita nei film  Somebody Help Me e Feel The Noise, pellicola prodotta da Jennifer Lopez In questi anni, Omarion va inoltre in tour con molti artisti, quali Ne-Yo, Yung Joc, Ciara, Usher, Lloyd, Mario, Pretty Ricky e Jibbs.

### Ollusion, Sex Playlist (2009 - 2014)
Nel 2010, Omarion collabora con Lil Wayne nel singolo I Get It In; Wayne successivamente annuncia di aver affiliato Omarion alla sua etichetta discografica Young Money, tuttavia l'accordo salta nei mesi successivi e il cantante lo sostituì con Gucci Mane nel citato singolo. Sempre nel 2010 l'artista firma un contratto discografico con la EMI e fonda la sua etichetta StarrWorld Entertainment, per poi pubblicare l'album Ollusion, con il quale ottiene risultati commerciali assai sottotono. Nello stesso anno Omarion debutta come personaggio televisivo nel programma America's Best Dance Crew, in qualità di giudice.
Nel 2011 Omarion collabora con il produttore DJ Drama per la realizzazione del mixtape The Awakening. Nel 2012 collabora con la cantante giapponese Koda Kumi nella canzone Slow, che sarà contenuta nell'album Japonesque. Nello stesso anno l'artista firma accordi discografici con varie etichette, tra cui la Maybach Music Group di Rick Ross e la Roc Nation di Jay-Z, e prende parte al mixtape collaborativo Self Made Vol. 2.  Il 29 novembre 2012 pubblica l'EP Car Package, a cui fa seguito Car Package 2 nel 2014. Il 5 febbraio 2013 esce il nuovo singolo Army dei due duo Sultan + Ned Shepard & Nervo in collaborazione con Omarion.
Nel 2014 Omarion partecipa insieme alla sua famiglia al programma televisivo Love & Hip-Hop: Hollywood e inizia a promuovere un imminente album pubblicando i singoli You Like It e Post To Be, quest'ultimo in collaborazione con Chris Brown e Jhené Aiko. Post To Be ottiene un grande successo commerciale, arrivando alla numero 13 nella Billboard Hot 100 e conquistando ottimi piazzamenti nelle classifiche radiofoniche, e così il 2 dicembre 2014 Omarion riesce finalmente a pubblicare l'album Sex Playlist.

### CP4, Reunion dei B2K,The Kinection(2015 - presente)
Nel 2015 annuncia l'intenzione di aprire una propria scuola di danza. Nel 2017 pubblica i singoli Distance e BDY On Me e l'EP CP4.
Nel 2019, Omarion e gli altri membri dei B2K danno vita ad una reunion in qualità di headliners nel The Millennium Tour. La band è accompagnata nel tour da numerosissimi opener di rilievo come Mario, Bobby V e Lloyd. Nel 2020 il tour avrebbe dovuto andare avanti con altri openers di rilievo come Ashanti e Bow Wow, tuttavia il progetto è stato messo in stand by a causa della pandemia da COVID-19. La prima parte del tour è stata nominata ai Billboard Music Awards 2020 nella categoria Best R&B Tour.
Sempre nel 2020, Omarion è tornato a pubblicare musica lanciando i singoli Can You Hear Me con T-Pain e Mutual con Wale. Il 30 ottobre 2020 pubblica il suo sesto album The Kinection.

## Discografia

### Album
- 2005: O
- 2006: 21
- 2007: Face Off (con Bow Wow)
- 2010: Ollusion
- 2014: Sex Playlist
- 2020: The Kinection

### EP
- 2013: Car Package
- 2014: Car Package 2
- 2017: CP4

## Filmografia

### Cinema
- SDF Street Dance Fighters (You Got Served), regia di Chris Stokes (2004)
- Il mio grasso grosso amico Albert (Fat Albert), regia di Joel Zwick (2004)
- Feel the Noise - A tutto volume (Feel the Noise), regia di Alejandro Chomski (2007)

### Televisione
- One on One – serie TV, episodio 3x13 (2004)
- The Bernie Mac Show – serie TV, episodi 3x08, 4x06 (2004-2005)
- La famiglia Proud - Il film (The Proud Family Movie), regia di Bruce Smith – film TV (2005)
- Ugly Betty – serie TV, episodio 2x11 (2008)
- America's Best Dance Crew – talent show (2010)
- Love & Hip Hop: Hollywood – reality show, 28 episodi (2014-2015)

## Premi
- American Music Award
  - 2005: Favorite Male R&B Artist (PRESENTE NELLA NOMINATION)
- BET Awards
  - 2005: Viewer's Choice Award: O (VINCITORE DELLA NOMINATION)
  - 2005: Best New Artist (PRESENTE NELLA NOMINATION)
- Image Awards
  - 2006: Outstanding New Artist (PRESENTE NELLA NOMINATION)
- Grammy Awards
  - 2006: Best Contemporary R&B Album: O (PRESENTE NELLA NOMINATION)
- MTV Movie Awards
  - 2004: Best Male Breakthrough Performance: You Got Served (PRESENTE NELLA NOMINATION)
  - 2004: Best Dance Sequence: You Got Served (con Marques Houston) (PRESENTE NELLA NOMINATION)